# Temporada 1848-1849 del Liceu
| Temporada 1848-1849 del Liceu |                    |                                                    |                   | |           |                              |
| Òpera                         | Compositor         | Director musical                                   | Director d'escena | Papers principals | Producció | Dates                        |
| Macbeth                       | Giuseppe Verdi     | Marià Obiols/Joan Baptista Dalmau (15 de desembre) |                   | Gaetano Ferri, Luigi Silingardi, Fanny Salvini-Donatelli, Adelaida Aleu-Cavallé, Ferran Rauret, Alberto Bozzetti, Antoni Vives, Joan Pla       |           | 1 de juliol - 15 de desembre |
| Don Sebastiano                | Gaetano Donizetti  | Marià Obiols                                       |                   | Giacomo Roppa, Giovanna Rossi-Caccia, Giovanni Mitrovich, Gaetano Ferri, Luigi Silingardi, Ferran Rauret, Antoni Vives, Josep Pedragosa        |           | 27 de setembre               |
| Lucrezia Borgia               | Gaetano Donizetti  | Marià Obiols                                       |                   | Giovanna Rossi-Caccia, Giacomo Roppa, Giulia Berini, Giacomo Roppa, Giovanni Mitrovich, Emmanuele Testa, Antoni Vives, Josep Pedragosa, Camara |           | 17 d'octubre                 |
| Un'avventura di Scaramuccia   | Luigi Ricci        | Marià Obiols                                       |                   | Giovanna Rossi-Caccia, Giulia Berini, Adelaida Aleu-Cavallé, Giacomo Roppa, Luigi Silingardi, Agostino Rovere                                  |           | 11 de novembre               |
| Giovanna di Castiglia         | Antonio José Cappa | Marià Obiols                                       |                   | Giovanna Rossi-Caccia, Fanny Salvini-Donatelli, Adelaida Aleu-Cavallé, Alberto Bozzetti, Giovanni Mitrovich, Antoni Vives                      |           | 2 de desembre                |
| Norma                         | Vincenzo Bellini   | Marià Obiols                                       |                   | Giacomo Roppa, Giovanni Mitrovich, Giovanna Rossi-Caccia, Giulia Berini, Adelaida Aleu-Cavallé, Ferran Rauret                                  |           | 13 de desembre               |
| Chiara di Rosemberg           | Luigi Ricci        | Marià Obiols                                       |                   | Fanny Salvini-Donatelli, Antonieta Aguiló Donatutti, Adelaida Aleu-Cavallé, Alberto Bozzetti, Gaetano Ferri, Luigi Silingardi, Agostino Rovere |           | 23 de desembre               |
| Gemma di Vergy                | Gaetano Donizetti  | Marià Obiols                                       |                   | Giacomo Roppa,Giovanna Rossi-Caccia, Adelaida Aleu-Cavallé, Giacomo Roppa, Gaetano Ferri, Luigi Silingardi, Antoni Vives                       |           | gener                        |
| Alzira                        | Giuseppe Verdi     | Marià Obiols                                       |                   | Antoni Vives, Gaetano Ferri, Camara, Giacomo Roppa, Josep Pedragosa, Fanny Salvini-Donatelli, Adelaida Aleu-Cavallé, Ferran Rauret             |           | 3 de febrer                  |
| Beatrice di Tenda             | Vincenzo Bellini   | Marià Obiols                                       |                   | Giovanna Rossi-Caccia, Gaetano Ferri, Caterina Mas-Porcell, Guglielmo Fedor, Ferran Rauret, Antoni Vives                                       |           | 3 de maig                    |
| Saffo                         | Giovanni Pacini    | Marià Obiols                                       |                   | Agustí Rodas, Caterina Mas-Porcell, Carlotta Gruitz, Fedor, Adelaida Aleu-Cavallé, Ferran Rauret, Josep Obiols                                 |           | 26 de maig                   |
| Norma                         | Vincenzo Bellini   | Marià Obiols                                       |                   | Caterina Mas-Porcell, Adelaida Aleu-Cavallé, Ferran Rauret, Roger, Agustí Rodas                                                                |           | 12 de juny                   |
| Maria di Rohan                | Gaetano Donizetti  | Marià Obiols                                       |                   | Giovanna Rossi-Caccia, Caterina Mas-Porcell, Fedor, Ferran Rauret, Gaetano Ferri, Antoni Vives, Josep Obiols                                   |           | 19 de juny                   |